# Corticotrofe cel

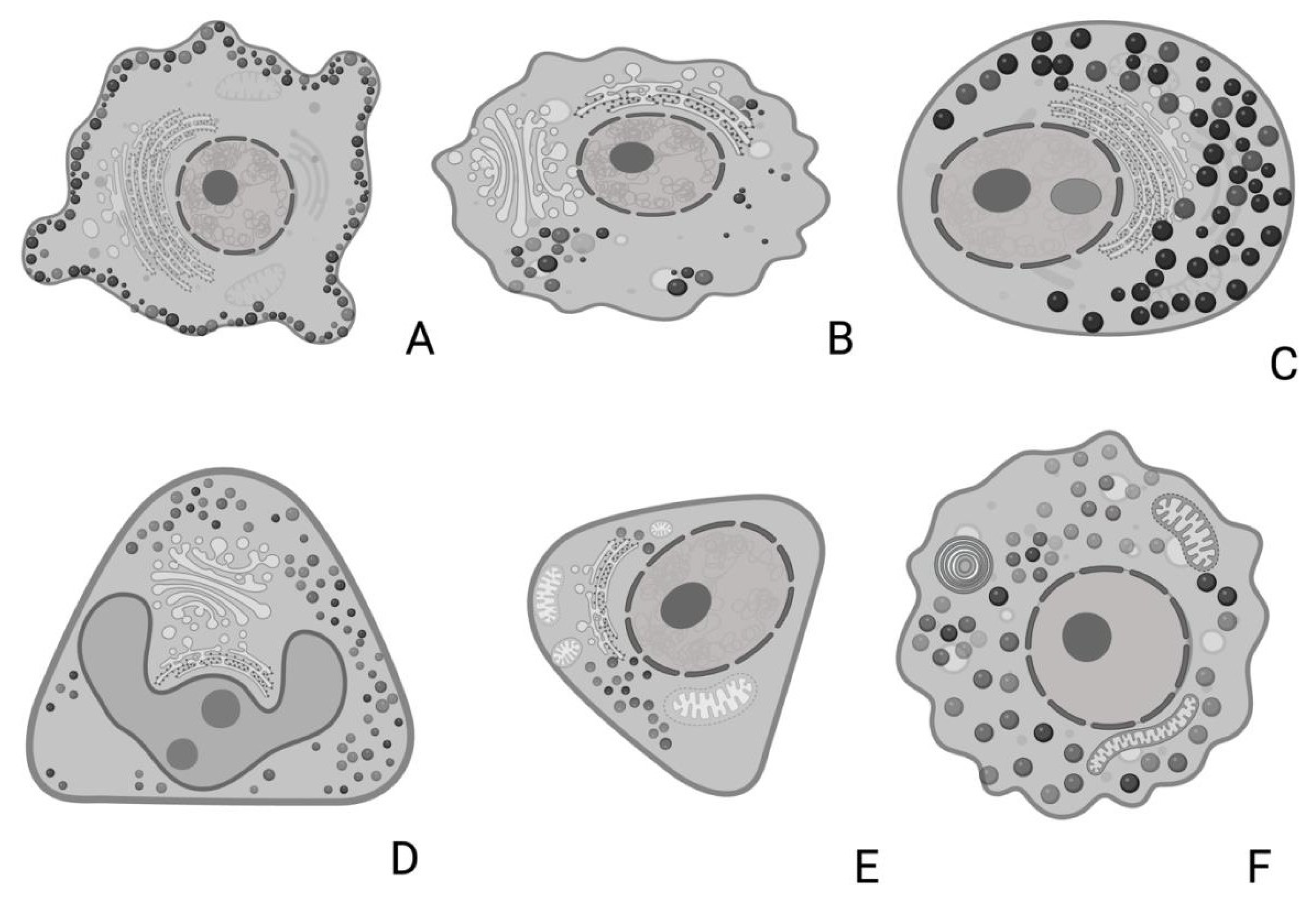
A: corticotrofe cel bij de gewone dolfijn.

Een corticotrofe cel of corticotrope cel is een basofiele cel in de hypofysevoorkwab, die pro-opiomelanocortine (POMC) produceert dat wordt gesplitst in corticotropine (ACTH), β-lipotropine (β-LPH) en melanocyt-stimulerend hormoon (MSH).
Deze cellen worden gestimuleerd door het corticotropin-releasing hormone (CRH). Ze vormen 15-20% van de cellen in de hypofysevoorkwab. De afgifte van ACTH uit de corticotrofe cellen wordt gecontroleerd door CRH, dat wordt gevormd in de cellichamen van parvocellulaire neurosecretoire cellen in de paraventriculaire kern van de hypothalamus en via het hypofyse-portaalsysteem naar de corticotrofe cellen in de hypofysevoorkwab gaat. Het adrenocorticotropine hormoon stimuleert de bijnierschors om glucocorticoïden vrij te geven en speelt een belangrijke rol in de stressrespons.

## Functie
| POMC  |       |      |               |               |               |               |
|       |       |      |               |               |               |               |
| γ-MSH | ACTH  | ACTH | β-lipotropine | β-lipotropine | β-lipotropine | β-lipotropine |
|       |       |      |               |               |               |               |
|       | α-MSH | CLIP | γ-lipotropine | γ-lipotropine | β-endorfine   |               |
|       |       |      |               |               |               |               |
|       |       |      |               | β-MSH         |               |               |

De primaire functie van de corticotrofe cellen is het produceren van het pro-opiomelanocortine (POMC) als reactie op de afgifte van corticotropin-releasing hormone (CRH) uit de hypothalamus. Naast de synthese in de corticotrofe cellen wordt POMC ook gesynthetiseerd in melanotrofe cellen, de nucleus arcuatus van de hypothalamus en melanocyten. POMC ondergaat differentiële splitsing in verschillende peptidehormonen, afhankelijk van de cel waarin het wordt gesynthetiseerd. Het varieert ook afhankelijk van de diersoort. POMC in de corticotrofe cellen van mensen wordt proteolytisch gesplitst door proproteïneconvertasen in ACTH en β-lipotropine. Bij ratten wordt het ACTH echter verder gesplitst in α-MSH en CLIP in de corticotroop. Deze peptidehormonen worden opgeslagen in blaasjes in de corticotrofe cellen en komen vrij als reactie op CRH-stimulatie vanuit de hypothalamus. Deze blaasjes verlaten vervolgens de hypofysevoorkwab en gaan via het hart en vaatstelsel door het lichaam naar hun doelweefsels.
| Hormoon                      | Belangrijkste doelen                                  | Effecten                                                         |
| ---------------------------- | ----------------------------------------------------- | ---------------------------------------------------------------- |
| ACTH                         | Bijnierschors                                         | Glucocorticoïdsynthese                                           |
| α-MSH, β-MSH, γ-MSH          | Huidcellen (Melanocyten), Hersenen, Exocriene klieren | Kleuring van haar en huid, Hongerverzadiging, Gewichtshomeostase |
| CLIP                         | Alvleesklier                                          | Insuline secretagogen, stimuleert de afgifte van insuline        |
| β-lipotropine, γ-lipotropine | Vetweefsel                                            | Lipolyse, verbranding van vetten                                 |
| β-endorfine                  | Perifere zenuwstelsel                                 | Pijnbestrijding                                                  |

## Rol in de hypothalamus-hypofyse-bijnier-as

### Stimulatie
Corticotrofe cellen spelen een belangrijke rol binnen de feedbacklus van de hypothalamus-hypofyse-bijnier-as (HPA)-as en de stress-reactie. Corticotrofe cellen produceren en geven corticotropine (ACTH) af als reactie op de afgifte van het corticotropin-releasing hormone (CRH) uit de hypothalamus. CRH is een peptidehormoon met 41 aminozuren dat wordt uitgescheiden door de parvocellulaire neurosecretoire cellen, die worden aangetroffen in de paraventriculaire kern van de hypothalamus.
Stimuli voor de afgifte van CRH uit de hypothalamus zijn onder meer:
- Forskoline[9]
- Interleukine-6[9]
- Hypofyseadenylaatcyclase-activerend peptide (PACAP)[9]
- Stress of trauma
- Circadiaan ritmes[4]

Forskoline en PACAP reguleren de synthese van CRH in de hypothalamus door zich te binden aan G-proteïnegekoppelde receptoren en door het stimuleren en verhogen van cAMP in de cellen via de werking van adenylaatcyclase. Dit activeert de proteïnekinase A-route, die resulteert in de binding van CREB (cAMP response element-binding protein) aan het CRH promoter-gebied en induceert transcriptie van CRH. Dit proces wordt onderdrukt door glucocorticoïden; deze remmende feedback helpt de homeostase van de stressreactie te behouden.
Eenmaal vrijgegeven door de hypothalamus, gaat CRH door de hypofysepoortader naar de hypofysevoorkwab, waar het zich bindt aan G-eiwit-gekoppelde receptoren op het corticotrofe celmembraan en de cAMP-productie stimuleert. De effecten van CRH op hypofyse-corticotrofe cellen worden versterkt door vasopressine (AVP). AVP is op zichzelf een zwakke inductor van de ACTH-productie, maar heeft een sterk synergetisch effect op de ACTH-productie wanneer CRH ook aan de receptor gebonden is. Deze signaalhormonen werken via signaaltransductie en veroorzaken de synthese van pro-opiomelanocortine (POMC) en de uiteindelijke splitsing in ACTH en β-lipotropine. Deze peptidehormonen worden vervolgens vrijgegeven in de bloedsomloop, waar ze circuleren en inwerken op de doelweefsels.

### Functie
ACTH dat vrijkomt uit de corticotrofe cellen bindt zich aan G-proteïnegekoppelde receptoren in de bijnierschors, waar het de productie van glucocorticoïden (voornamelijk cortisol) stimuleert. ACTH bindt zich aan de melanocortine 2-receptor en verhoogt, door signaaltransductie, de niveaus van cholesterolesterase, het transport van cholesterol door het mitochondriale membraan, de binding van cholesterol aan P450SCC en een toename van de pregnenolonsynthese.[5] Het dient ook als een secundaire stimulus voor de synthese van mineralocorticoïden zoals aldosteron, die een belangrijke rol spelen bij het reguleren van de zoutbalans van het bloed. Glucocorticoïden die vrijkomen door de bijnierschors remmen de productie van CRH en ACTH en vormen een negatieve feedbacklus.

### Remming van de ACTH-productie
Corticotrofe cellen bevatten glucocorticoïdereceptoren (GR's) en transcortine (CBG: Corticosteroid binding globulin). GR is een kernreceptor die de transcriptie van ACTH remt via een negatief glucocorticoïdherkenningselement (GRE) dat cortisol aan POMC-DNA bindt, maar transcortine bindt over het algemeen glucocorticoïden (waaronder cortisol, cortison, deoxycortison en aldosteron) met hoge affiniteit en voorkomt deze remming. Tonische remming (tonisch: langzame, continue actie) van corticotrofe cellen vereist hoge concentraties glucocorticoïden, die de CBG-capaciteit overschrijden. Dit zorgt ervoor dat de ACTH-secretie kwetsbaar is voor remming bij patiënten die glucocorticoïden gebruiken voor medische doeleinden, zoals de behandeling van auto-immuunziekten of als medicijn tegen afstoting van transplantaten.

## Geassocieerde ziekten

### Ziekte van Cushing
Corticotrope cellen kunnen schadelijke effecten hebben op het lichaam als ze te veel of te weinig ACTH tot expressie brengen. Een voorbeeld hiervan is de ziekte van Cushing, die het gevolg kan zijn van overproductie van ACTH in de corticotrofe cellen als gevolg van hypofysetumoren die bekend staan als corticotrofe adenocarcinomen; dit is de oorzaak van ongeveer twee derde van degenen met de diagnose van de ziekte van Cushing. Het is ook mogelijk dat deze ziekte het gevolg kan zijn van de productie van ACTH in een niet-hypofysetumor, bekend als ectopische productie of de bijnieren kunnen overmatig cortisol produceren als gevolg van een bijniertumor. Deze overproductie van ACTH veroorzaakt een verhoging van de cortisolspiegels als gevolg van een verhoogde glucocorticoïdesynthese in de bijnierschors, wat resulteert in verschillende bijbehorende symptomen.
Symptomen van de ziekte van Cushing zijn onder meer:
- Vetophopingen in de nek of rug
- Striae[15]
- Vermoeidheid[15]
- Osteoporose[15]
- Verzwakt immuunsysteem[15]
- Hypertensie[15]

### De ziekte van Addison
Corticotrofe cellen kunnen in sommige gevallen ook de oorzaak zijn van de ziekte van Addison.